# Large Island (Grenada)
Large Island ist eine zu Grenada gehörende unbewohnte Insel der Kleinen Antillen in der Karibik zwischen Grenada und dem nördlich gelegenen St. Vincent.

## Geographie
Die Insel gehört zur Inselgruppe von Carriacou. Sie ist die südlichste davon und wird durch eine ca. 7 km breite Wasserstraße von den weiter südlich gelegenen Inseln getrennt. Nur ein schmaler Kanal trennt sie dagegen von der nördlich gelegenen Frigate Island. Die Insel erhebt sich bis auf ca. 40 m.

## Flora und Fauna
Die Insel ist von Korallenriffen umgeben und bildet den Lebensraum für verschiedene Meeresorganismen. Auf der Insel selbst kommen kleinere Reptilien vor, wie etwa Anolis aeneus.